# Enterococcaceae
Enterococcaceae es una familia de bacterias Gram-positivas del orden de las Lactobacillales. Géneros representativos incluyen Atopobacter, Enterococcus, Melissococcus, Tetragenococcus y Vagococcus.
- Datos: Q138564
- Multimedia: Enterococcaceae / Q138564
- Especies: Enterococcaceae